# Cantón de Issoudun-Norte
El cantón de Issoudun-Norte era una división administrativa francesa que estaba situada en el departamento de Indre, en la región de Centro-Valle del Loira.

## Composición
El cantón estaba formado por once comunas, más una fracción de la comuna que le daba su nombre:
- Les Bordes
- La Champenoise
- Diou
- Issoudun (fracción)
- Lizeray
- Migny
- Paudy
- Reuilly
- Saint-Aoustrille
- Saint-Georges-sur-Arnon
- Sainte-Lizaigne
- Saint-Valentin

## Supresión del cantón de Issoudun-Norte
En aplicación del Decreto nº 2014-178 de 18 de febrero de 2014, el cantón de Issoudun-Norte fue suprimido el 22 de marzo de 2015. Ocho de sus comunas pasaron al nuevo cantón de Levroux y cuatro, al nuevo cantón de Issoudun.